# Макаренков, Леонид Владимирович
Леонид Владимирович Макаренков (род. 23 декабря 1968 года) — советский и российский военный вертолётчик, лётчик-испытатель Государственного лётно-испытательного центра Министерства обороны имени В. П. Чкалова, полковник. Герой Российской Федерации (15 июля 2000 года).

## Биография
Леонид Макаренков родился в Костроме. По национальности — русский.
В 1986 году окончил среднюю школу, после чего в том же году начал службу в Вооруженных Силах СССР, поступив в Саратовское высшее военное авиационное училище лётчиков. В 1990 году, после окончания училища был направлен на службу в учебный вертолётный полк Сызранского высшего военного авиационного училища лётчиков в Приволжском военном округе, где последовательно занимал должности лётчика-инструктора, старшего лётчика-инструктора и командира звена.
В 1998 году Макаренков окончил командный факультет Военно-воздушной академии имени Ю.А.Гагарина. С 1998 по 2002 год проходил службу в отдельном транспортном вертолётном полку в составе Объединённой группировки войск, последовательно занимая должности начальника воздушно-огневой и тактической подготовки, командира авиационной эскадрильи, заместителя командира отдельного транспортного вертолётного полка. Участник Второй чеченской войны, выполнял задачи по проведению контртеррористических операций на территории Северо-Кавказского региона.
15 июля 2000 года, Указом Президента Российской Федерации, за мужество и героизм, проявленные при испытании новой авиационной техники полковнику Леониду Владимировичу Макаренкову было присвоено звание Героя Российской Федерации с вручением медали «Золотая Звезда».
Начиная с 2002 года Леонид Макаренков находится на лётно-испытательной работе в Государственном лётно-испытательном центре имени В.П.Чкалова. За годы работы в центре прошёл путь он лётчика-испытателя до заместителя командира эскадрильи ‒ старшего лётчика-испытателя испытательной вертолётной эскадрильи службы лётных испытаний научно-испытательного управления испытательного центра. В 2004 году окончил Центр подготовки лётчиков-испытателей ГЛИЦ. 
В настоящее время Леонид Владимирович продолжает службу и живёт в посёлке Чкаловский Московской области, расположенном в черте города Щёлково.

## Награды
- Герой Российской Федерации (15 июля 2000 года, медаль №678)[2]
- медаль «За спасение погибавших»
- другие медали